# 프로메테우스주의

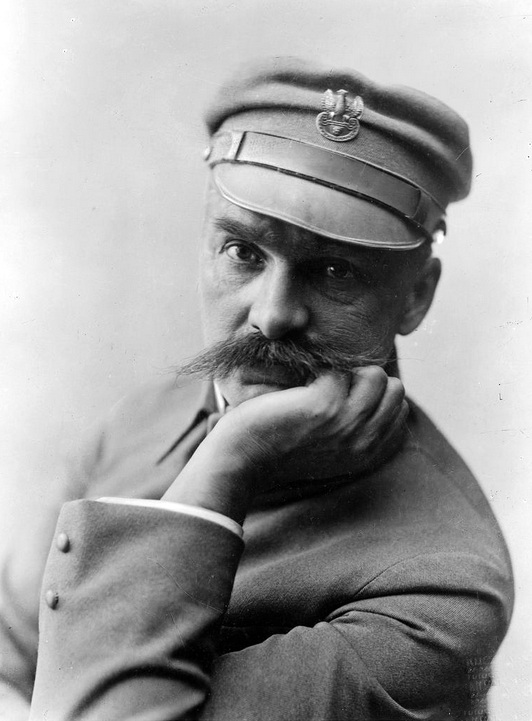
프로메테우스주의의 아버지 피우수트스키.

프로메테우스주의(폴란드어: Prometeizm, 영어: Prometheism 프로메테이즘[*])는 폴란드의 유제프 피우수트스키에 의해 시작된 정치 계획이다. 프로메테우스주의는 러시아 제국 및 그 후신 국가인 소련의 국경 내에 살고 있는 비(非)러시아계 인민들의 민족주의 독립 운동을 지원하여 러시아를 약화시키는 것을 목적으로 하였다.
러시아 제국 시대에 시베리아에서 유배 생활을 했던 유제프 피우수트스키에 의해 등장했다. 그리스 신화에서 인류에게 불을 전달했던 프로메테우스에서 유래된 이름인데 이는 전제주의 체제에 대한 계몽과 저항을 의미한다.

## 같이 보기
- 미엔지모제